# Norské moře
Norské moře (norsky Norskehavet; islandsky Noregshaf) je okrajové moře Atlantského oceánu, které bývá někdy řazeno k Severnímu ledovému oceánu. Tvoří důležité spojení mezi otevřeným severním Atlantikem a Severním ledovým oceánem. Moře leží mezi Norskem, Islandem, souostrovím Špicberky a ostrovem Jan Mayen a má rozlohu 1,383 miliónu km². Na rozdíl od Severního moře, navazujícího na jihu, a Barentsova moře na severovýchodě není šelfovým mořem, ale dosahuje hloubky až 4000 metrů. Jeho dno je velice členité a bohaté na ložiska ropy a zemního plynu, pobřežní vody slouží jako trdliště mnoha druhům ryb.
Severoatlantský proud je příčinou vyrovnaných teplot vody po celý rok, které jsou zhruba o 10 °C vyšší, než kolik odpovídá stupni zeměpisné šířky. Spolu se sousedním Grónským mořem je Norské moře místem vzniku severoatlantské hlubinné vody; teplá voda Severoatlantského proudu s vysokou salinitou se zde ochlazuje a klesá do hlubin oceánu. Norské moře je rozhodujícím místem pro vznik a udržení termohalinního výměníku světového oceánu.
Reliéf dna moře je tvořen dvěma výraznými podmořskými pánvemi – Norskou pánví a Lofotskou pánví. Od Grónského moře je Norské moře na dně odděleno Mohnovým hřbetem. Před zhruba osmi tisíci lety došlo v Norském moři k obrovskému podmořskému sesuvu Storrega, který měl za následek vlnu tsunami na pobřeží Norského a Severního moře.

## Geografie

### Poloha a velikost

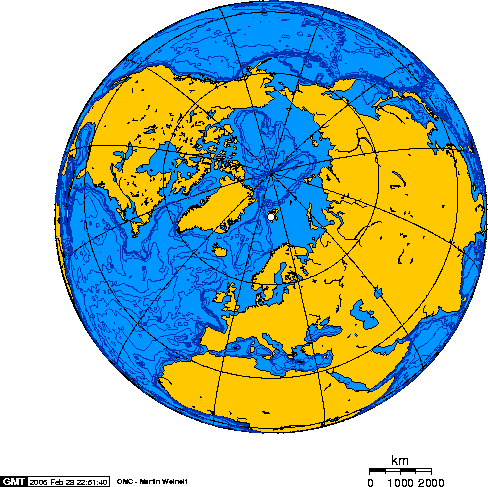
Norské moře spojuje Atlantik se Severním ledovým oceánem

Norské moře zabírá jihovýchodní podmořskou pánev mezi Grónskem a Skandinávií, pánev severozápadní zabírá Grónské moře. Na severozápadě tvoří hranici Norského moře linie z Gerpiru, nejvýchodnějšího bodu Islandu, přes faerský ostrov Fugloy na bod, který tvoří 61. rovnoběžka, a poledník 0° 53′ západní délky. Tato linie tvoří hranici s otevřeným severním Atlantikem. Odtud tvoří hranici až k Norskému pobřeží 61. rovnoběžka.
Jihovýchodní hranici tvoří norské pobřeží od této rovnoběžky po Nordkapp. Hranici s Barentsovým mořem tvoří linie z Nordkappu přes Medvědí ostrov k nejjižnějšímu bodu ostrova Západní Špicberky. Svah, který dělí podmořskou pánev od šelfového Barentsova moře, probíhá podél 16. poledníku východní délky k severu mnoho kilometrů jihovýchodně od tradiční hranice. Na severu probíhá hranice ze souostroví Špicberky přes ostrov Jan Mayen zpět k nejvýchodnějšímu bodu Islandu, Gerpiru, a sleduje podmořský práh, který dělí norskou a grónskou podmořskou pánev. Norské moře má rozlohu 1383 miliónu km² a objem 2408 milióny km³, je v průměru 2 kilometry hluboké. Podmořské prahy a kontinentální svahy oddělují Norské moře od sousedních mořských oblastí. Na jihu leží Severní moře na evropském kontinentálním šelfu, na východě Barentsovo moře na euroasijském kontinentálním šelfu. Na západě tvoří hranici s Atlantikem jižní části skotsko-grónského hřbetu. Hřbet leží v hloubce jen 500 metrů, pouze na několika místech dosahuje hloubky 850 metrů. Na severu leží hřbet Jan Mayen a Mohnův hřbet, které se nacházejí v hloubce 2000 metrů, některá jejich sedla dosahují hloubky 2600 metrů.

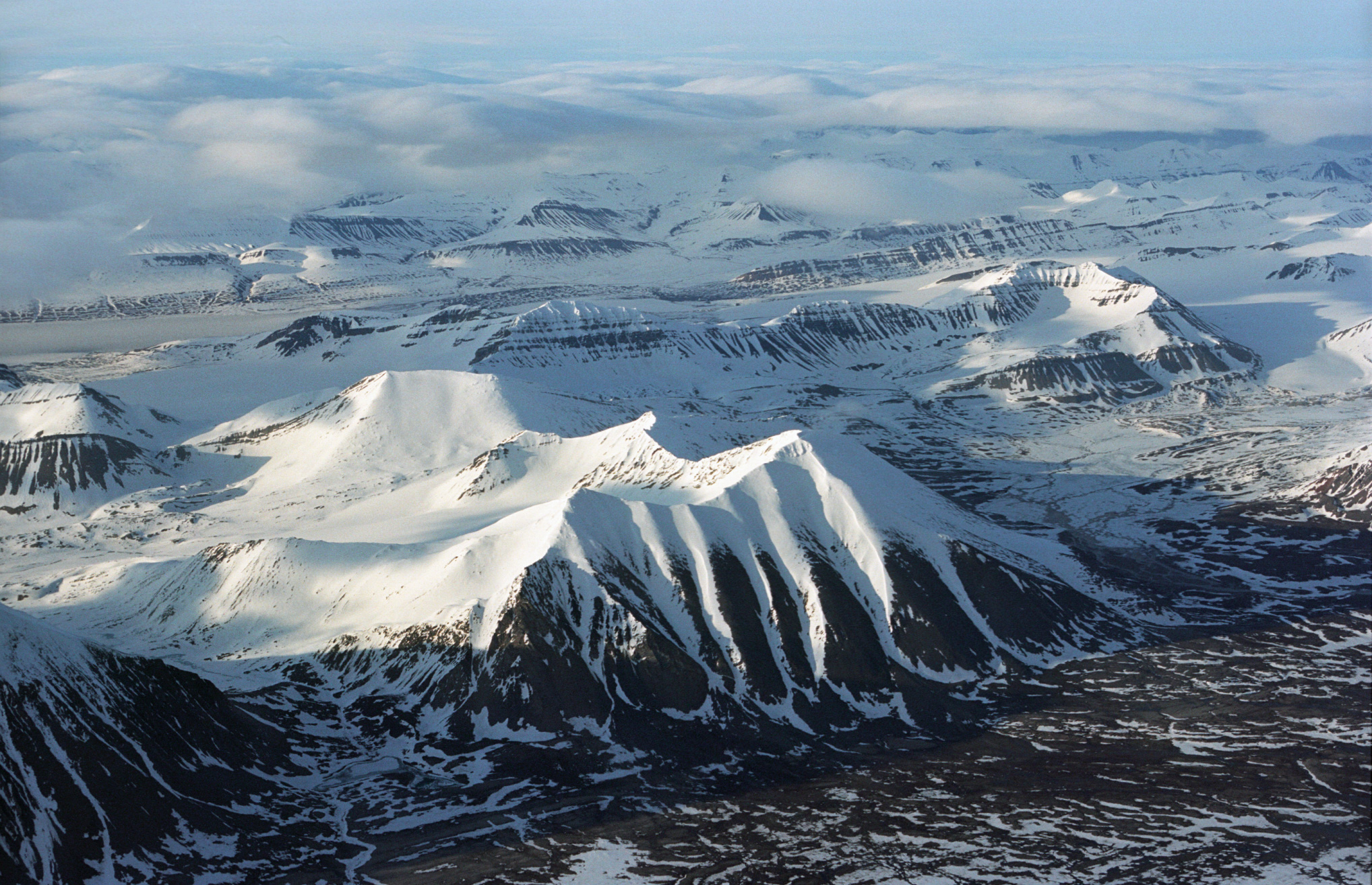
Severní hranice: Špicberky
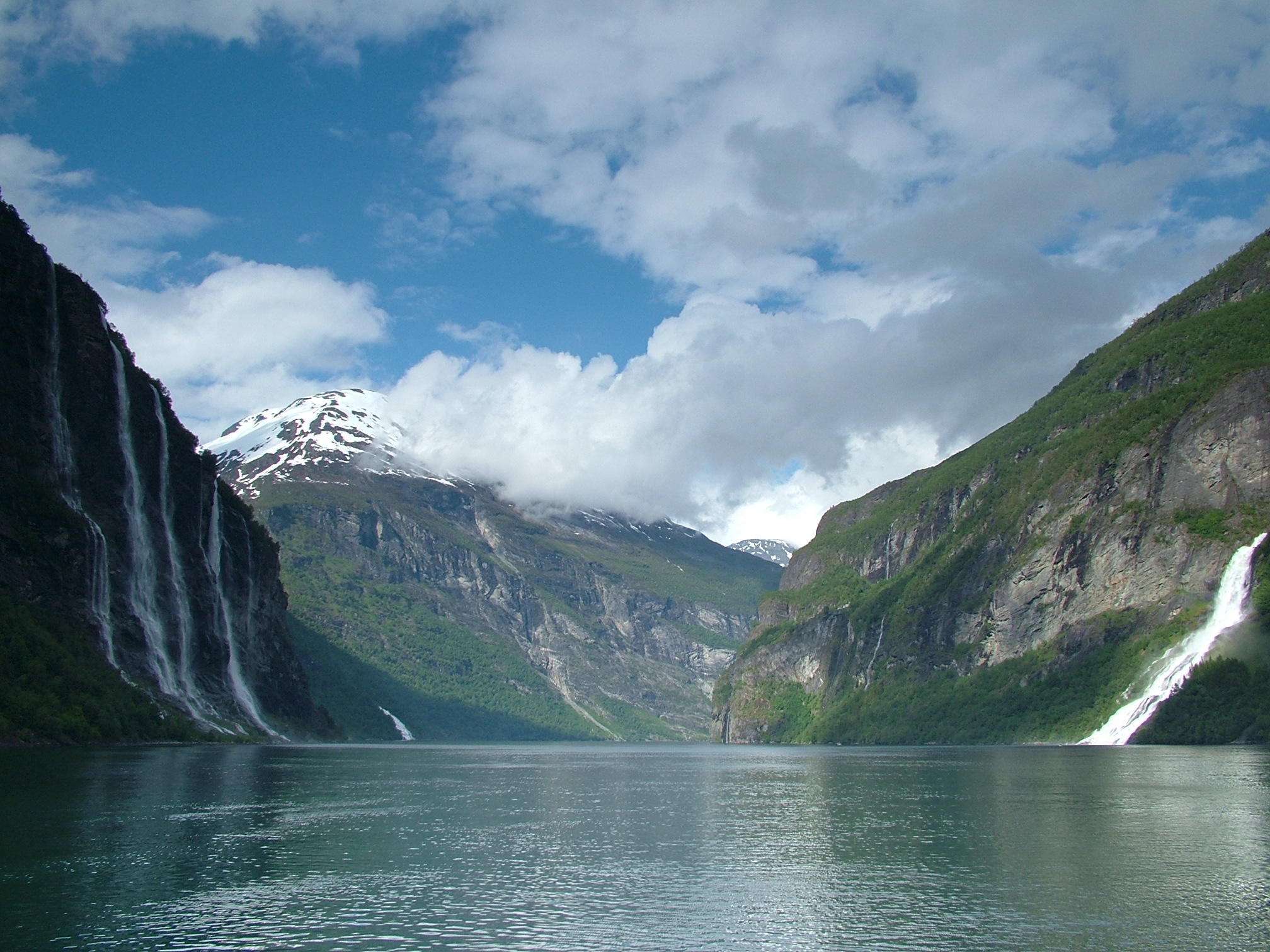
Jižní hranice: Geirangerfjord
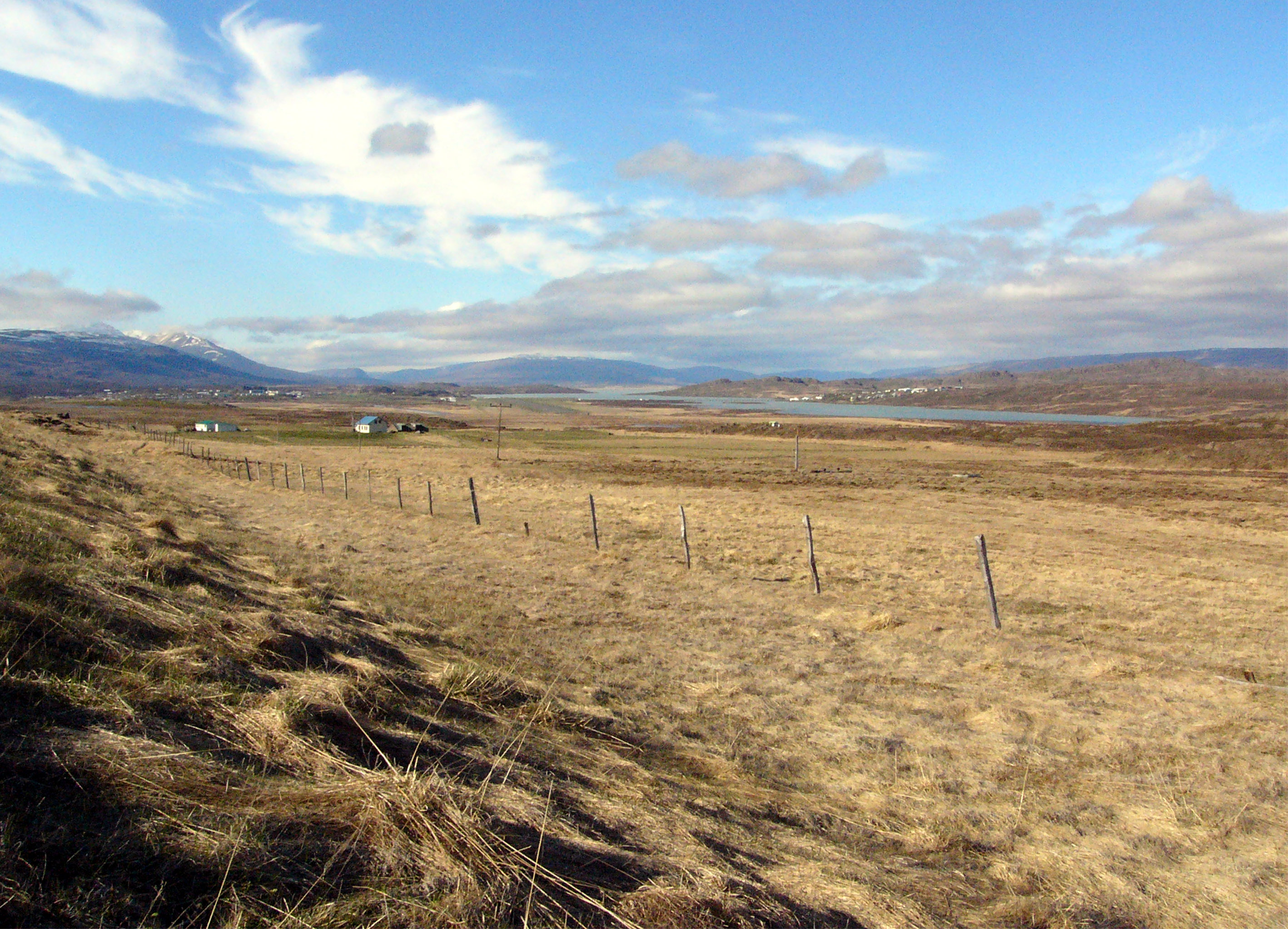
Západní hranice: Východní Island

### Vznik a tvar

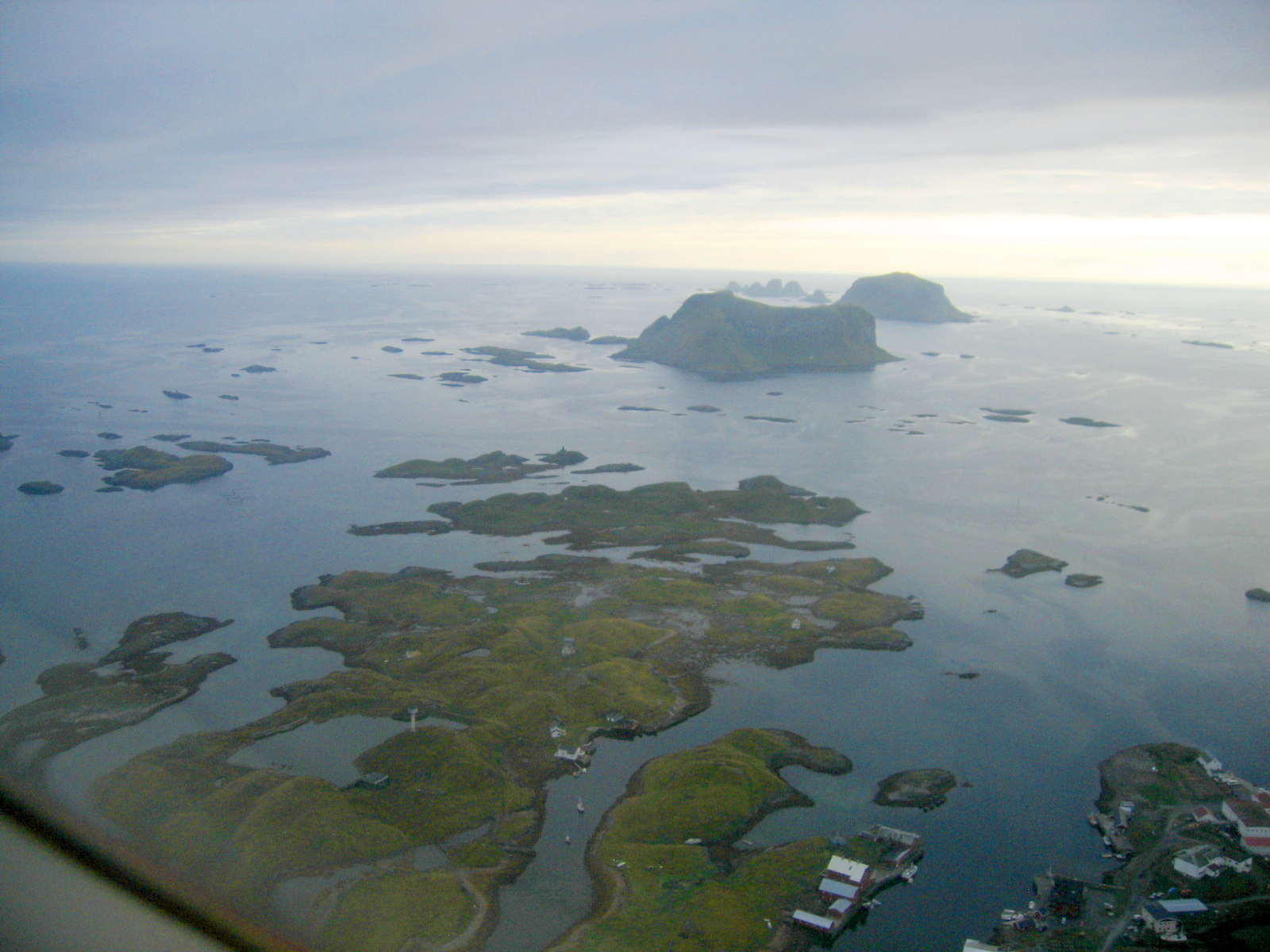
Ostrovy Værøy und Røst, souostroví Lofoty

Norské moře vzniklo přibližně před 250 milióny lety, kdy se evropská kontinentální deska s Norskem a severoamerická kontinentální deska s Grónskem začaly pohybovat směrem od sebe. Předchozí úzké šelfové moře mezi Norskem a Grónskem se začalo rozšiřovat a prohlubovat.
Kontinentální svah začíná zhruba tam, kde před 250 milióny lety byla hranice mezi Norskem a Grónskem. Na severu probíhá východně od souostroví Špicberky, na jihozápadě probíhá mezi Velkou Británií a Faerskými ostrovy. Z části jej vytvořily velké sesuvy, z nichž sesuv Storega před 8000 lety byl příčinou gigantické vlny tsunami na pobřeží Severního moře. V oblasti kontinentálního svahu se nachází bohatá loviště ryb a korálové útesy.
Pobřeží Norského moře je silně ovlivněno ledovými dobami uplynulých tří miliónů let. Velké, mnoho kilometrů vysoké kontinentální ledovce se sunuly především v Norsku do moře a vytvořily hluboká otevřená údolí a fjordy. Materiál, který ledovce před sebou nahrnuly do moře, zvětšil kontinentální šelf před pobřežím a rozšířil oblast mezi kontinentálním svahem a pevninou. Velice zřetelné je na mapě rozšíření šelfu u norského pobřeží mezi souostrovím Lofoty a Halter Hank.

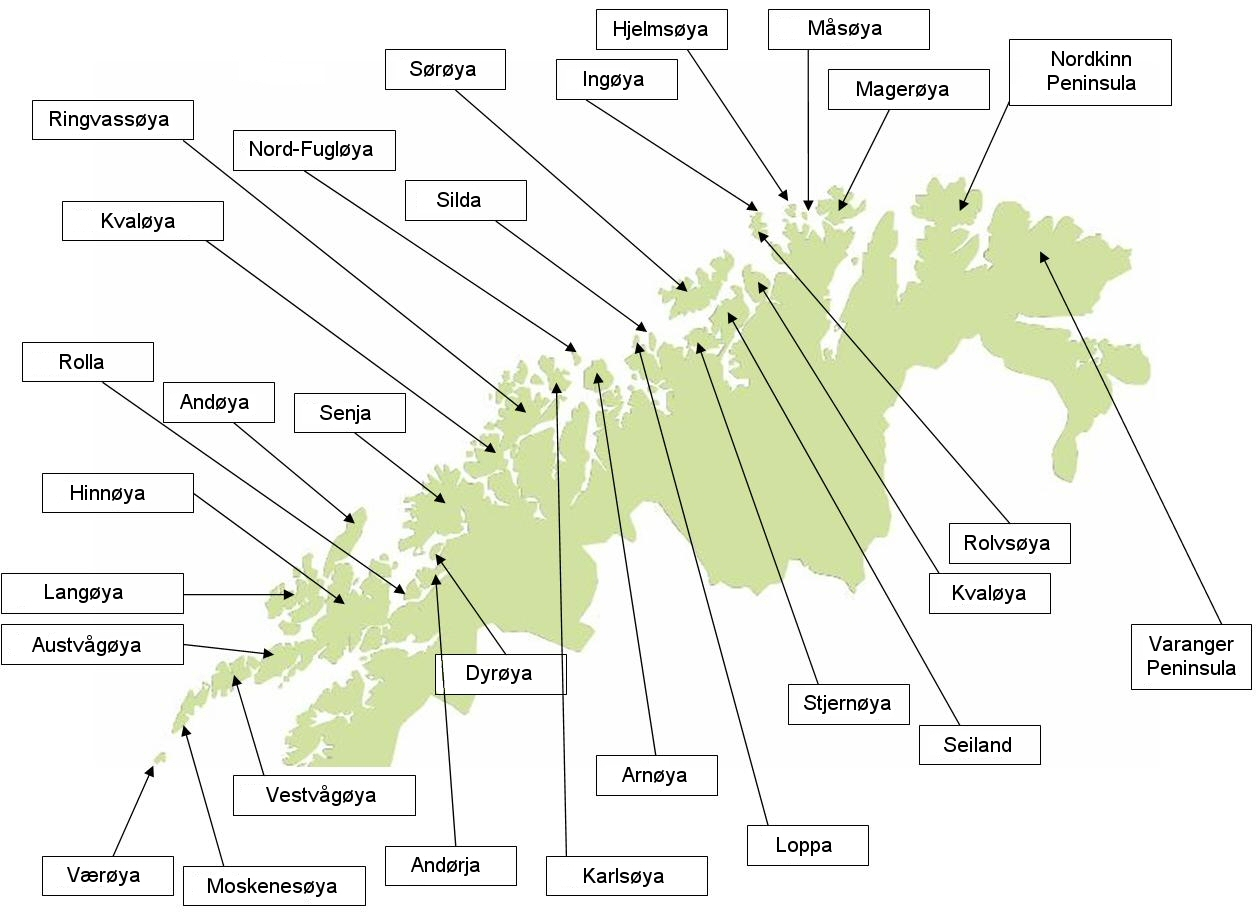
Ostrovy při pobřeží Norského moře na severu Norska

Norský kontinentální šelf je 40 až 200 km široký, na rozdíl od šelfu Severního nebo Barentsova moře je jeho reliéf formován bývalými ledovci. Nepravidelné mělčiny a vyvýšeniny s převýšením 100 metrů jsou rozdělené častými kanály až o hloubce 200 metrů. Mezi nimi se často nachází propadliny a příkopy, které dosahují hloubky až 400 metrů. Vyvýšeniny mezi příkopy se na konci doby ledové na krátkou dobu nacházely nad hladinou moře nebo těsně pod ní. Jejich složení se podobá složení hornin na pobřeží, jde o směs štěrku, písku a bláta. Jemnější materiál jako např. hlína a jíl byl naplaven do sníženin mezi mělčinami a tvoří dno mnoha příkopů. V některých příkopech jsou silné podmořské proudy, takže se v nich nemohl uložit žádný materiál; dno těchto příkopů je takové, jak jej zanechaly doby ledové, především zde mají trdliště mnohé druhy ryb.
V hlubinách Norského moře se nacházejí dvě pánve, které jsou odděleny hlubokým prahem na dně mezi Vøring Plateau a ostrovem Jan Mayen. Jižní pánev je větší a na značné části rozlohy dosahuje hloubky 3500 až skoro 4000 metrů. Severní pánev je menší a mělčí, dosahuje v průměru hloubek 3200 až 3300 metrů, má ale místa, která dosahují hloubky až 3500 metrů. Práh mezi pánvemi je na nejhlubším místě 3000 metrů pod mořskou hladinu.
Na pobřeží Norského moře se nachází mnoho tisíc ostrovů, nejznámější jsou souostroví Lofoty a Vesterály.

### Hydrologie

Termohalinní cirkulace a vznik studené, husté vody v Norském moři

V Norském moři se střetávají čtyři vodní masy, které částečně vznikají v severním Atlantiku, částečně v Severním ledovém oceánu. V Norském moři se promíchají a utvoří nové mořské proudy, které mají základní význam pro klima Arktidy a globální mořské proudění. Ze severního Atlantiku přichází teplý, slaný Severoatlantický proud, ze Severního moře přichází teplý, ale méně slaný Norský proud. Z jihozápadu přichází arktický Východoislandský proud, což je odnož Grónského proudu. Jeho vody lze najít hlavně ve středních hloubkách moře. Hlubokým mořem přichází arktická hlubinná voda, která se zde nakonec mění v hlubinnou vodu Norského moře.

#### Povrchové mořské proudy

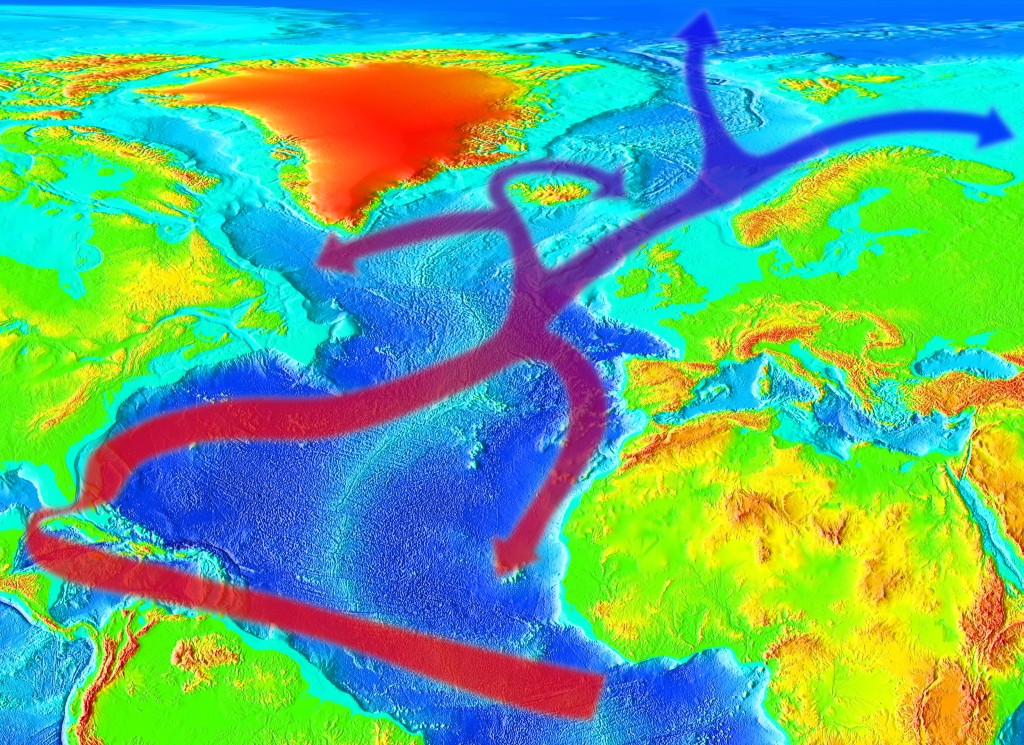
Povrchové mořské proudy v severním Atlantiku

Hydrologie povrchových vod je hlavně ovlivňována vodou ze severního Atlantiku, kam teče rychlostí 10 sverdrupů. Dosahuje hloubky maximálně 700 metrů v prostoru Lofotských ostrovů, na většině své rozlohy dosahuje hloubky 400 až 500 metrů. Do Norského moře přichází především Faersko-shetlanským kanálem a má vysokou salinitu 34,3 ‰. Voda pochází hlavně ze Severoatlantického proudu, proudila ale především přes Biskajský záliv kolem evropského kontinentálního svahu, kde v jižních zeměpisných šířkách výpar vedl k vysoké salinitě vody. V menší množství proudí voda přímo ze Severoatlantického proudu přes Grónsko-skotský příkop mezi Faerskými ostrovy a Islandem do Norského moře. Voda v příkopu má salinitu 34 ‰ až 35,2 ‰. Množství vody podléhá silným sezónním změnám a v zimě může být dvakrát větší než v létě. Voda Severoatlantického proudu sebou nese velké množství tepla a je příčinou toho, že klima v severní Evropě je mnohem teplejší a přívětivější než ve stejných zeměpisných šířkách na celé planetě. V průlivu mezi Shetlandy a Faerskými ostrovy má voda teplotu 9,5 stupně Celsia, na cestě ke Špicberkům se ochladí na pět stupňů Celsia a svoji energii předá okolnímu prostředí. Odhady vychází z toho, že tepelný výkon přenášený vodou proudící z Atlantiku do Norského moře je 250 terawattů.
Voda ze Severního moře a z toho důvodu i voda z Baltského moře, a tím voda z velké části severoevropského povodí teče podél norského pobřeží k severu do Norského moře. Tato voda představuje s porovnání s vodou z Atlantiku relativně malé množství. Voda podléhá silným sezónním a ročním změnám, v různých ročních obdobích má jinou teplotu a salinitu. Dlouhodobá měření v 50metrové hloubce u norského pobřeží doložily teplotu 11,3 stupňů Celsia v září na 63. rovnoběžce norského pobřeží a minimum 3,9 stupně Celsia u Nordkappu v březnu. Salinita leží mezi 34,3 ‰ až 34,6 ‰. Celoročně je salinita nejnižší na jaře, kdy sladká voda z tání sněhu teče do moře, kde se mísí se slanou a zmenšuje tak salinitu. Přímo do Norského moře tečou norské řeky ze severozápadní strany Skandinávského pohoří. Na severu probíhá hranice povodí s Baltským mořem přibližně na norsko-švédské a norsko-finské hranici, v Norsku probíhá na hlavním hřebenu Skandinávského pohoří. Velké řeky, které tečou do Norského moře, jsou Namsen, Ranelva a Vefsna. Všechny tyto řeky jsou relativně krátké, ale díky poloze na návětrné straně Skandinávského pohoří jsou na vodu nejbohatšími řekami Skandinávie. Přesto ale klesá směrem od jihu k severu teplota a zvyšuje se salinita.
Částečně proudí teplá voda z Atlantiku dál do Grónského moře a odtéká z Norského moře Západošpicberským proudem, který teče rychlostí tří sverdrupů přes Grónské moře do Severního ledového oceánu a tam má velký vliv na celkové klimatické podmínky okolních oblastí. Další povrchová voda, přibližně jeden sverdrup, teče podél norského pobřeží do Barentsova moře. V Norském moři se většina povrchové vody ochladí, čímž se změní její hustota, a proto klesne do větších hloubek, kde vytlačí původní vodu, která následně teče zpět do severního Atlantiku.
Arktická voda z Východoislandského proudu se nachází především v jihozápadní části moře, v blízkosti Grónska, blízko hladiny moře. Také tato voda podléhá silným sezónním změnám. Její průměrná teplota leží pod třemi stupni Celsia a salinita mezi 34,7 ‰ až 34,9 ‰. Podíl, který tato voda zabírá na povrchu moře, závisí na síle Východoislandského proudu, která je zase ovlivněna severoatlantickou oscilací, rozdílem tlaku mezi islandskou tlakovou níží a azorskou tlakovou výší. Čím je větší rozdíl mezi tlakovou níží a tlakovou výší, tím je silnější Východoislandský proud a tím více arktické vody je na povrchu moře.

#### Hlubinné mořské proudy
S Grónským mořem a Severním ledovým oceánem je Norské moře spojené úžinou Fram (anglicky Fram Strait), která dosahuje hloubky až 2600 metrů. Hlubokomořské vody Norského moře (anglicky NSDW – Norwegian Sea deep water) v hloubkách více než 2000 metrů jsou homogenním typem vody se salinitou 31,91 ‰, která má jen malou výměnu vody s okolním oceánem. Její teplota leží pod bodem mrazu a na dně moře klesá na -1 stupeň Celsia. Voda tam převážně teče jedním kanálem z Grónského moře v hloubce 2000 metrů severně od ostrova Jan Mayen. Přes změny teploty a tím i hustoty vody došlo v minulých letech k obrácení toku vody v podmořském kanále. Na rozdíl od okolních moří a jejich hlubokomořských oblastí má Norské moře ve svých hlubinách nejvyšší podíl živin, ale nejnižší podíl kyslíku a nejméně stop po lidské činnosti a patří mezi vody s nejdelší dobou bez jakékoliv výměny a s vodami okolních moří.
Výměnu vody s Atlantikem omezuje mělký Skotsko-grónský hřbet mezi Skotskem a Grónskem, který je výběžkem Středoatlantského hřbetu. Jen čtyři místa Skotsko-grónského hřbetu jsou hlubší než 500 metrů. Jsou to kanál v Faerské mělčině (850 metrů), některá místa Islandsko-faerského hřbetu (600 metrů), Wyvillův-Thomsonův hřbet (620 metrů) a mezi Grónskem a Islandem Dánský průliv (850 metrů). Ale i tam je hloubka 850 metrů vysoko nad dosahem hlubinné vody Norského moře, která tak nemá výměnu vody se zbytkem Atlantiku. Zde teče studená, hustá voda, bývalá teplá voda Golfského proudu, která klesla do hlubin z Norského a Grónského moře voda zpět do Atlantiku. Přes kanál v faerské mělčině teče 1,9 sverdrupů vody zpět do Atlantiku, v různých místech Islandsko-faerského hřbetu teče 1,1 sverdrupů vody, přes Wyvillův-Thomsonův hřbet dalším 0,1 sverdrupů vody. Při turbulencích, které vznikají, když hlubinná voda za Grónsko-skotským hřbetem padá do hlubin Atlantiku a slévá se s okolní vodou oceánu a tvoří hlubinnou vodu severního Atlantiku, vzniká hlubinný severoatlantický proud, jeden z nejdůležitějších mořských proudů, které udržují termohalinního výměníku v chodu a hluboký oceán zásobují kyslíkem.

### Klima

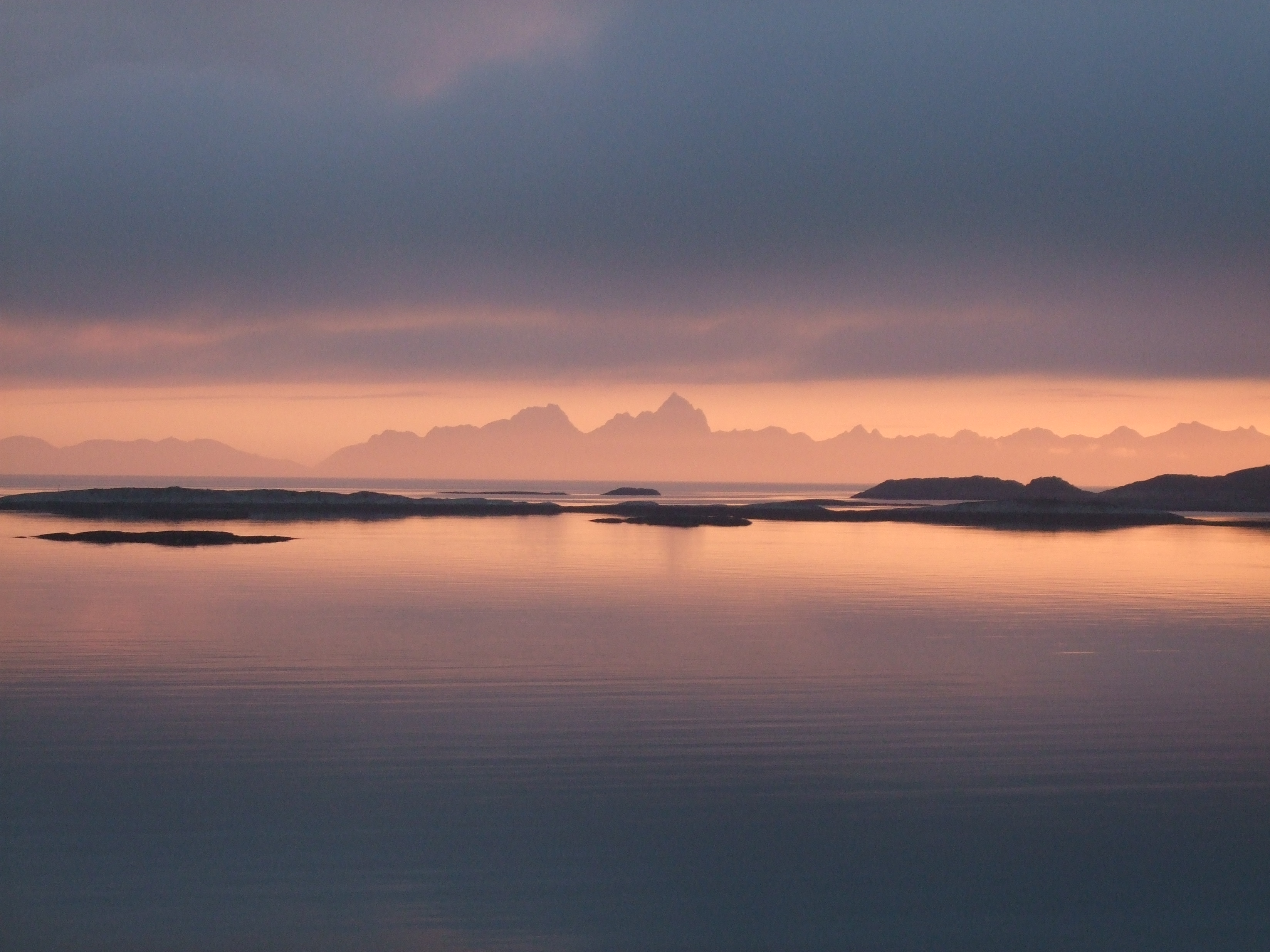
Půlnoční slunce nad Lofotskými ostrovy

Jako pumpa termohalinního výměníku má Norské moře důležitou roli pro celosvětové klima. Norské moře je cílem mnoha výzkumných projektů. Regionální klima se velmi liší od klimatu na stejné zeměpisné šířce jinde. Nejen na pobřeží moře a v jeho dosahu je průměrná teplota o 10 stupňů Celsia vyšší než jinde na stejné zeměpisné šířce, ale jsou také rozdíly v dlouhodobých průměrných teplotách. Teplota v letech 1920 až 1960 ležela celosvětově nad dlouhodobým průměrem, zatímco v Norském moři průměrná teplota klesla. Také se zřetelně snížila četnost bouří. Ve 120 letech, kdy existuje přesné měření teplot, byl od roku 1880 do roku 1910 častý výskyt bouří. Jejich četnost poté až do roku 1960 zřetelně polevila. Od té doby je výskyt bouří opět na úrovni let 1880 až 1910.
V protikladu ke Grónskému moři (a jiným mořím Arktidy) Norské moře nikdy nezamrzá. V zimních měsících je to důležitým faktorem arktického klimatu, kdy velmi chladný vzduch se dostává nad Norské moře a ve větším měřítku vzniká konvekce. V severní části Norského moře probíhá izoterma 10 stupňů Celsia, na jihu má nejteplejší letní měsíc průměrnou teplotu 10 stupňů Celsia a často bývá považován za jižní hranici Arktidy. V zimních měsících má většinou Norské moře nejnižší tlak vzduchu v celé Arktidě a je místem vzniku oblastí nízkého tlaku, islandské tlakové níže, zčásti zde vznikají polární bouře se závažnými následky na pobřeží severozápadní Evropy.

## Fauna a flóra
Norské moře tvoří přechod mezi boreálními a arktickými podmínkami, v Norském moři se vyskytují živočichové obou klimatických pásem. Jižní hranice leží v oblasti Nordkappu, Islandu a ve středu Norského moře, zatímco severní hranice boreálních druhů je na hranici Norského a Grónského moře, případně Norského, Barentsova a Karského moře. Některé, jako mlž hřebenatka islandská (Chlamys islandica) nebo ryba huňáček severní (Mallotus villosus), jsou specializováni na prostor mezi Atlantikem a Arktidou.

### Plankton a živočichové žijící na dně moře
Život se v Norském moři koncentruje, podobně jako v jiných mořích, do horních vrstev vody. Odhady pro celý severní Atlantik říkají, že jen 2 procenta produkce biomasy se odehrává v hloubkách pod 1000 metrů a 1,2 procenta na dně moře.

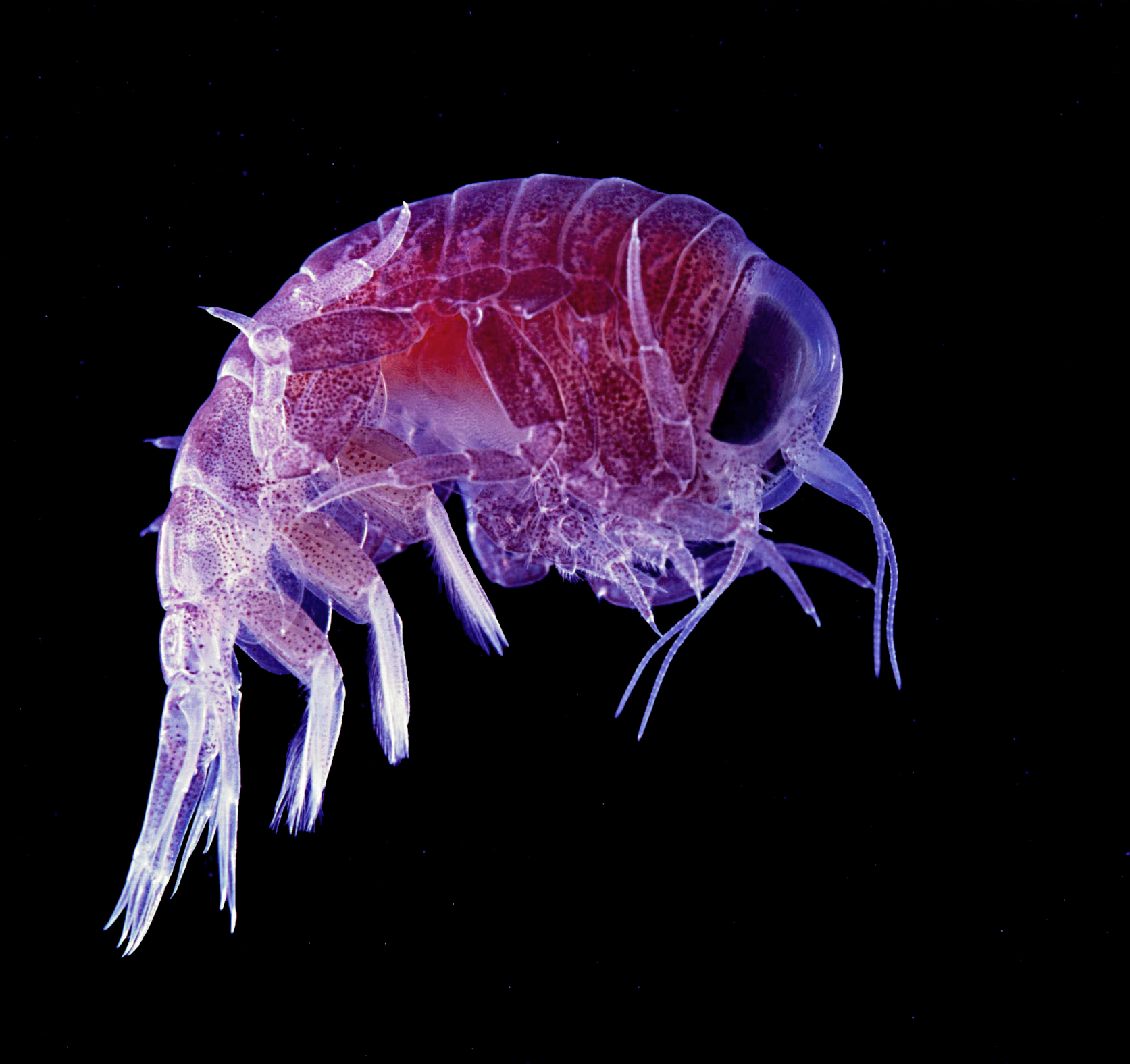
Různonožci ze skupiny Hyperiidea
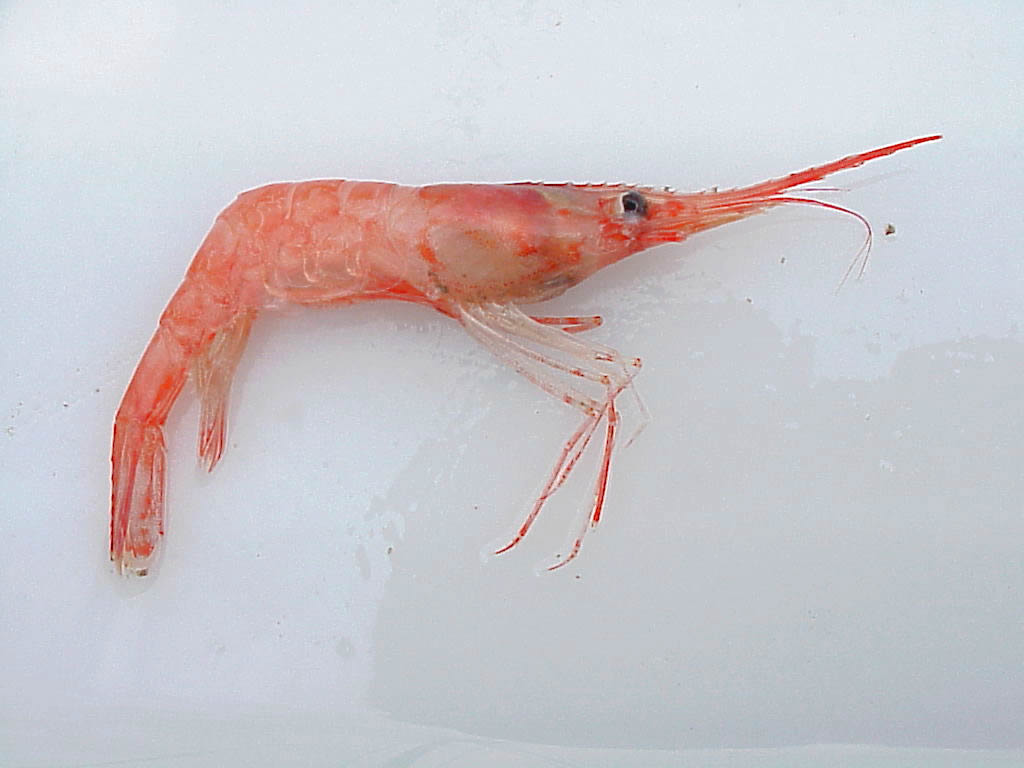
Krevetka severní
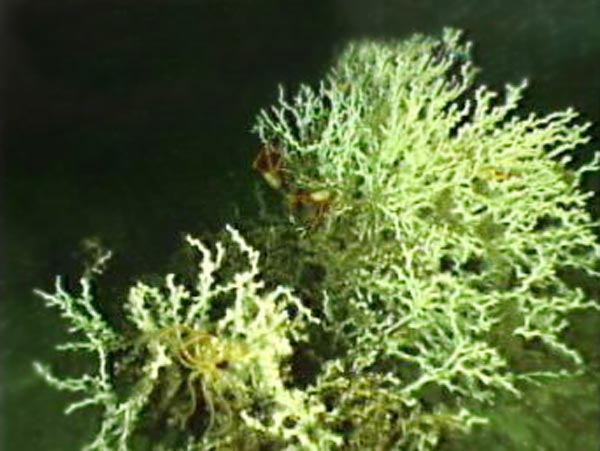
Korál turbinatka větvená
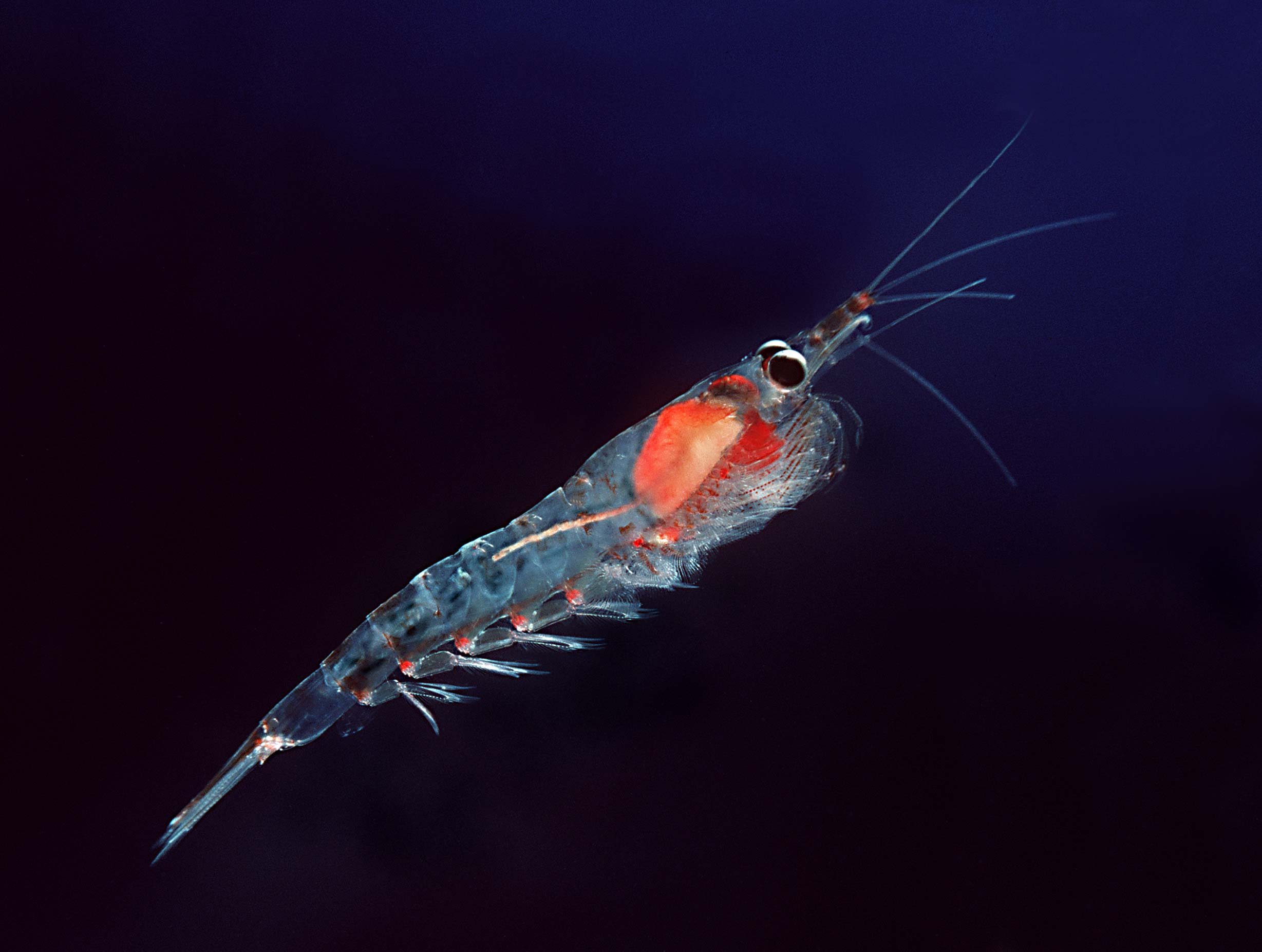
Korýš světélkovec atlantský

Kvetení rostlinného planktonu, charakterizované maximální koncentrací chlorofylu, probíhá v průměru okolo 20. května, s tím, že se posouvá od jihu k severu v období od poloviny dubna a poloviny června. Dominující rostlinný plankton tvoří rozsivky, z nichž hrají důležitou roli především druhy Thalassiosira a Chaetoceros. Po jarním kvetení tvoří nejvýznamnější druh mořské řasy Phaeocystis pouchetii. Vzniklý rostlinný plankton je velice důležitý pro celý ekosystém, jelikož se jím živí další mořští živočichové. Nejvíce biomasy ze zooplanktonu vyprodukují klanonožci Calanus finmarchicus a Calanus hyperboreus, přičemž Calanus finmarchicus je zhruba čtyřikrát četnější než Calanus hyperboreus, a vyskytuje se především v atlantických vodách, zatímco Calanus hyperboreus je početnější ve vodách arktických. Oba zmíněné druhy klanonožců jsou hlavní potravní složkou mnoha ryb či větších dravých korýšů, z nichž největší podíl na biomase tvoří tzv. kril. Produkce planktonu však v jednotlivých letech silně kolísá. V roce 1995 produkoval Calanus finmarchicus 28 g/m² sušiny, o dva roky později 8 g/m². Stav ryb, pro které je Calanus finmarchicus obživou, kolísá v uvedených letech ve stejném poměru.
Nejdůležitějšími druhy krilu v Norském moři jsou korýši Meganyctiphanes norvegica, Thysanoessa inermis a Thysanoessa longicaudata. Dalšími důležitými druhy zooplanktonu jsou různonožci ze skupiny Hyperiidea. V protikladu ke Grónskému moři jsou silně zastoupeny kalcifikující řasy ze skupin Coccolithophorales a Globigerinida. Z živočichů žijících na dně moře hrají u souostroví Špicberky a na euroasijském kontinentálním šelfu Barentsova moře v potravě ryb důležitou roli chladnovodní krevety, především pro tresky. Jejich nejčastější výskyt je v hloubkách mezi 200 a 300 metry. Zvláštností jsou v Norském moři korálové útesy chladnomilného korálu turbinatky větvené (Lophelia pertusa). Chladnomilné korály jsou rozšířené v okrajových zónách severního Atlantiku, nikde se ale nevyskytují v takovém množství jako na norském kontinentálním svahu. Tvoří důležitou složku životního prostředí různých druhů ryb. Také různé druhy rohovitek (další skupiny korálů) tvoří celé podmořské lesy. Korálové útesy však začínají být v ohrožení, protože je ničí moderní vlečné sítě pro lov ryb tažené po dně moře.

### Ryby

Hejno sleďů

Vody Norského moře u pobřeží Norska jsou jedním z nejdůležitějších trdlišť sledě v severním Atlantiku, líhnutí zde probíhá v březnu. Larvy sleďů stoupají k povrchu moře a jsou pobřežními proudy přenášeny směrem k severu. Menší díl populace sledě zůstává v pobřežních fjordech a u pobřeží Norska, větší díl tráví letní měsíce v Barentsově moři, kde se živí planktonem bohatým na živiny. S dosažením pohlavní dospělosti se sledi vrací zpět do Norského moře. Početnost sleďů v průběhu let silně kolísá. S nástupem mírnějšího klimatu po roce 1920 byl zaznamenán vzestup jejich stavu, až kolem roku 1970 jejich populace zkolabovaly, protože byly zdecimovány nadměrným rybolovem. Biomasa vylíhnutých sleďů klesla z 11 miliónů tun v roce 1956 prakticky na nulu v roce 1970. Zbylé ryby se vyhýbaly otevřenému moři a pohybovaly se z jednoho velkého fjordu jen do pobřežních vod Norska. Výpadek nejdůležitějšího požírače planktonu a zároveň nejdůležitějšího zdroje potravy měl vážné následky pro ekosystém Norského a Barentsova moře.

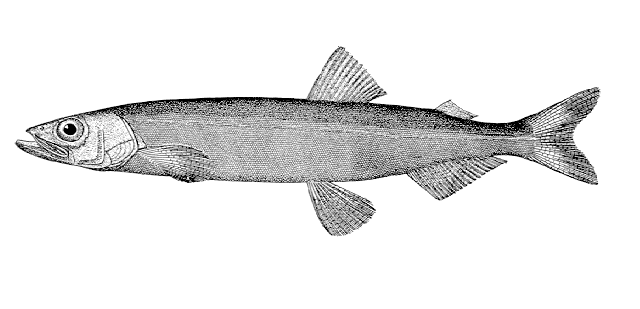
Huňáček severní (Mallotus villosus), typický obyvatel Norského moře

Od té doby platí přísnější předpisy na ochranu životního prostředí a spolu se zvýšením teplot moře populace sledě od roku 1987 opět stoupá. Od roku 1990 se sleď opět vyskytuje ve větším množství na otevřeném moři, od roku 2004 existují opět hejna, která přezimovávají v Norském moři. Návrat sledě pokračoval přes decimování populací tresky obecné a huňáčka severního. Přestože huňáček severní ztratil s vymizením sledě potravního konkurenta, zvýšení teploty moře v 80. letech 20. století vedlo k jeho zmizení z Norského moře. Za prvé změnou životního prostředí se snížila produkce zooplanktonu, za druhé se znovu vyskytovaly mladé populace sleďů, které mladým populacím huňáčka severního sežraly všechen zooplankton, a to vedlo ke zkolabování populace huňáčka. Ve stejné době rostly větší exempláře tak rychle, že veškerá starší populace padla za oběť rybolovu. Z tohoto důvodu vymizením huňáčka severního zmizela potrava tresky obecné. Tím vypadl huňáček severní jako potrava tresek a sledi byli ještě příliš malí, aby jej jako potrava tresek mohli nahradit. U tresek se vyvinul silný sklon ke kanibalismu, zbytek padl za oběť tuleňům a mořským ptákům, kteří také trpěli zmizením huňáčka severního. Tím došlo v krátké době k snížení populace tresky na zlomek původního stavu.
Prospěch z extrémního snížení stavu sledě měla treska modravá (Micromesistius poutassou), která je v současné době v Norském moři největším požíračem planktonu, a huňáček severní. Treska modravá se tře západně od Britských ostrovů. Mořské proudy nesou larvy ryb do Norského moře a dospělí jedinci tam také plavou, aby využili v Norském moři bohatou nabídku potravy. Mladí jedinci ryb tráví léto a další měsíce až do února na norském pobřeží, aby se vrátili do vod západně od Skotska.
Norsko-arktická treska obecná je rozšířena v Barentsově moři a ve vodách okolo souostroví Špicberky. Ve zbývajícím Norském moři dochází pouze k jejímu rozmnožování, trdliště leží u pobřeží Lofotských ostrovů, larvy se nechávají nést mořskými proudy zpět do Barentsova moře a ke Špickerkům. Další druhy ryb, které pobřeží Norského moře využívají jako trdliště, je treska skvrnitá (Melanogrammus aeglefinus) a treska tmavá (Pollachius virens). Komerčně se využívají velká hejna makrel, které mají též trdliště západně od Britských ostrovů a v Norském moři nacházejí zdroj obživy. V korálových útesech Norského moře žijí různé druhy ryb rodu Sebastes, z nichž nejznámější je okouník mořský (S. marinus).

### Ostatní mořští živočichové a ptáci

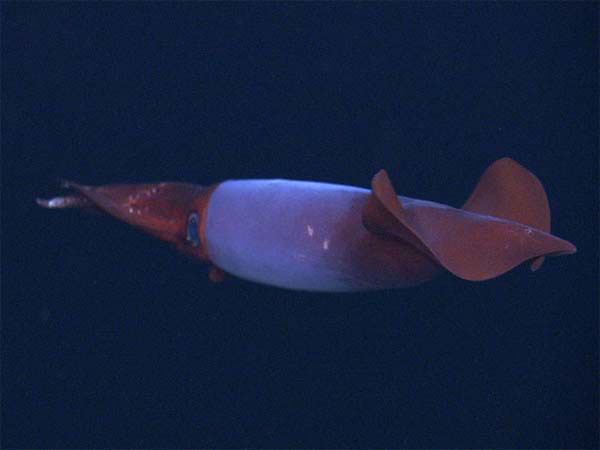
Krakatice druhu Gonatus fabricii

Z velryb se v Norském moři vyskytují ve větším množství plejtvák malý, keporkakové, plejtvák sejval a kosatka dravá. U norského pobřeží se vyskytuje delfín bělonosý. Plejtváci jsou po staletích lovu větších druhů velryb s převahou nejpočetnějším druhem velryb v Norském moři. Kromě kosatky jsou ostatní druhy cestovatelé, kteří připlouvají v letních měsících, aby využily potravních možností Norského moře. Kosatky jsou naproti tomu vázané na hejna sleďů v Norském moři a sledují je do jejich zimovišť. Plejtváci jsou dodnes v Norsku a na Islandu loveni. Jejich celková populace se odhaduje na 110 tisíc jedinců v severním Atlantiku, přičemž Norsko ročně povolí ulovit zhruba tisíc jedinců. V dřívějších dobách se velryby zpracovávaly na rybí tuk, v současnosti se konzumuje velrybí maso.
Velryba grónská, která patřila k největším požíračům planktonu v Norském moři, kvůli intenzívnímu velrybářství v 19. století z moře zmizela a je považována v severním Atlantiku za vyhynulou. Totéž se dá říci o plejtváku obrovském, jenž byl velice četný mezi ostrovem Jan Mayen a souostrovím Špicberky. V dnešní době žije v severním Atlantiku sotva několik exemplářů. Ve vzácných případech lze v Norském moři spatřit vorvaňovce anarnaka. Další druhy zvířat, které žijí v Norském moři a živí se rybami, jsou tuleň (čepcol hřebenatý, tuleň grónský) a krakatice Gonatus fabricii.
Okolo Faerských ostrovů se vyskytuje delfín skákavý, sviňucha obecná, kulohlavec černý a kulohlavec Sieboldův. Tyto druhy kytovců jsou loveny při tradičním lovu grindadráp.
Důležitými vodními ptáky v Norském moři jsou papuchalk bělobradý, racek tříprstý a alkoun úzkozobý. Papuchalk a alkoun byli těžce postiženi kolapsem populace sledě. Papuchalkové na Lofotech neměli potravní alternativu k mladým sleďům, po mnoho následujících let tak neměli žádná mláďata a v dalších letech nepřežilo okolo 50 procent vylíhnutých mláďat.

## Lidé a moře
Velká část Norského moře je nárokována Norskem a dalšími pobřežními státy, Islandem a okolo Faerských ostrovů Dánskem, jako výlučná ekonomická zóna. Norsko od roku 2004 nárokuje dvanáctimílovou zónu jako teritoriální vody. Od roku 1976 nárokuje Norsko 200 mílovou výlučnou ekonomickou zónu, a díky ostrovu Jan Mayen a souostroví Špicberky tak jihovýchodní, severovýchodní a severozápadní část moře. Jihozápadní část moře leží v dosahu Islandu a Faerských ostrovů. Pro lov sleďů přiděluje jednotlivým zemích pevné kvóty Komise pro rybolov v severovýchodním Atlantiku (NEAFC). Důvodem je ochrana populace sledě. V poslední době komise přiděluje kvóty i pro ostatní druhy ryb.
Mimo přímé následky rybolovu a velrybářství ovlivňuje člověk životní prostředí Norského moře i nepřímo. I když je Norské moře celkově v dobré kondici, je jeho ekosystém vystaven nejen klimatickému stresu, ale je také obětí znečištění. Do Norského moře se dostávají radioaktivní látky, které sem nesou mořské proudy od evropských břehů. Velkou roli zde hraje britský jaderný komplex Sellafield; celkově je britský jaderný průmysl největším jednotlivým zdrojem škodlivin plynoucích do Norského moře. V Norsku a v jeho pobřežních vodách ohrožují moře emise ropného průmyslu, únik škodlivin při těžbě ropy v moři. Britské námořnictvo po dvou světových válkách potopilo v moři neznámé množství munice a bojových chemických látek, přičemž menší část skončila i v Norském moři. V ochraně životního prostředí spadá Norské moře především pod OSPAR, Konvenci pro ochranu mořského životního prostředí v severovýchodním Atlantiku.

### Lov ryb a velryb

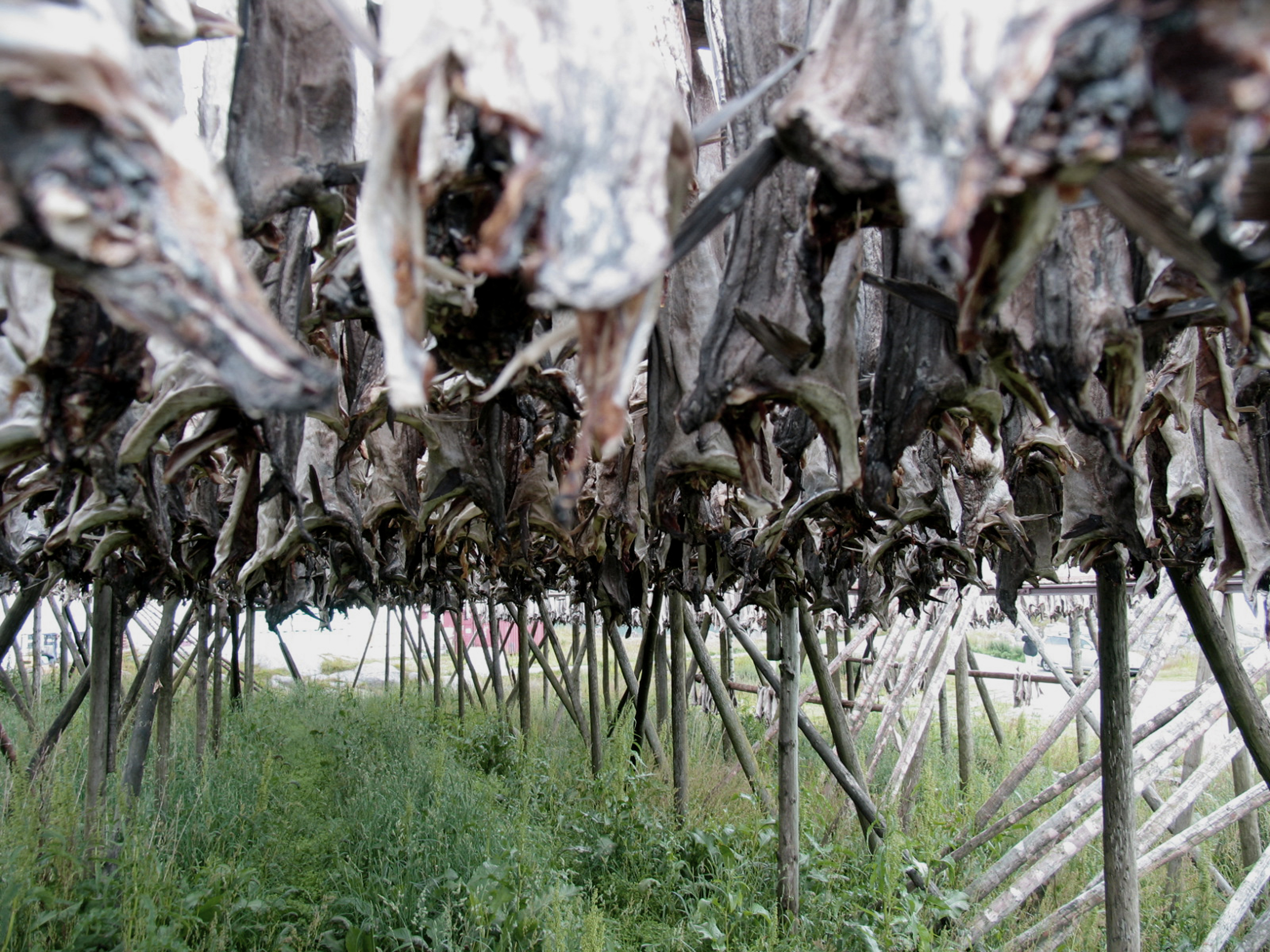
Sušení tresek na Lofotských ostrovech

Na lov tresek zavedly Norsko a Rusko po ustavení 200mílového výlučného hospodářského pásma v Norském a Barentsově moři kvóty. Přestože se detailně určují kvóty ryb na každou jednotlivou rybářskou loď, stavy tresek se stále snižují.
Rybolov se v oblasti Lofot provozuje již po několik staletí. Neúrodné a vzdálené ostrovy mají ve svých pobřežních vodách jednu z nejbohatších oblastí rybolovu v Evropě. Tresky z velké části Atlantiku připlouvají v zimě do pobřežních vod Lofotských ostrovů, aby se zde třely. Rybáři je lovili vlasci a do sítí, sušená treska byla do konce 19. století hlavní exportním produktem Norska a nejdůležitějším hospodářským odvětvím severního Norska. Jeden ze zdrojů popisuje v roce 1879 ostrovy:
| „ | "V polárním moři... na divokém a nebezpečném pobřeží Norska, v blízkosti slavného a nebezpečného Mahlstromu, leží souostroví. Ostrovy neobývají žádná zvířata, ani se zde nenachází potrava, z které by mohla žít; ale moře v okolí ostrovů se hemží rybami, ve vzduchu je nespočet vodních ptáků. Žije tam velice málo lidí, kromě doby rybolovu od února do dubna, kdy na ostrovy přichází 12 000 až 14 000 rybářů." | “ |

Kvůli početným mořským proudům a velkému množství bouří zde byl rybolov velice nebezpečný. Podle odhadů třetina rybářů našla smrt na moři za větrného dne, jako bylo „smrtelné pondělí“ v roce 1821, kdy zemřelo na moři během jednoho dne několik stovek rybářů.

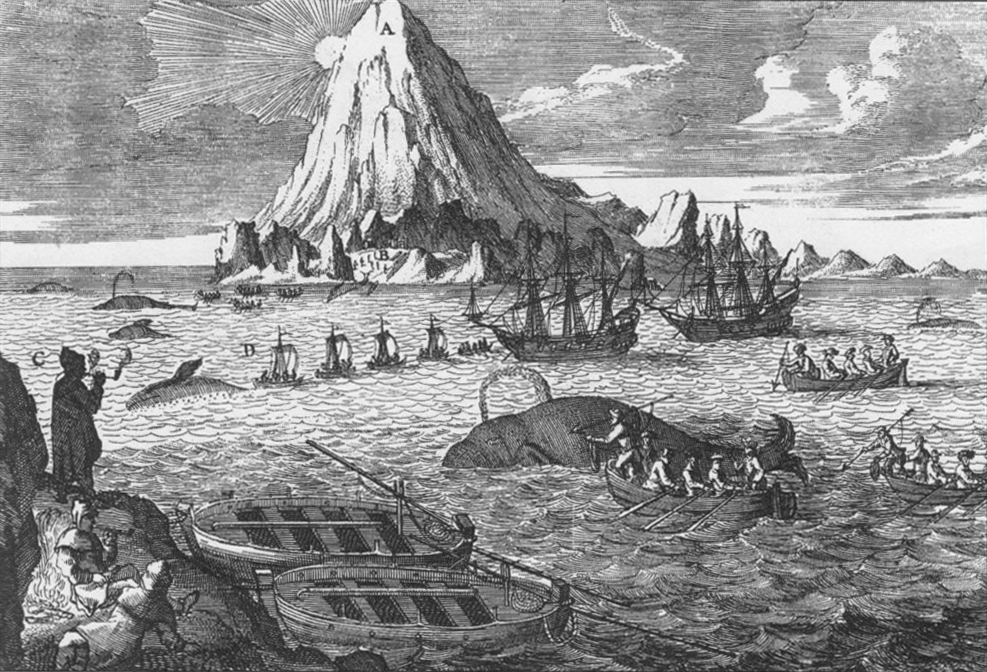
Lov velryb na ostrově Jan Mayen, kresba z 18. století

Velice důležitou roli hrálo velrybářství. Angličan Stephen Bennet začal na Medvědím ostrově decimovat velká stáda mrože ledního. V dalších letech potkávali objevitelé z britské Moskevské společnosti, která původně hledala mořskou cestu severozápadní pasáží, stále ve vodách Norského moře velké skupiny velryb. Ostrov Jan Mayen se stal v 17. století nejdůležitějším výchozím bodem v Norském a Grónském moři pro holandské lovce velryb.
Lovila se především velryba grónská, které se podle odhadů na počátku 16. století vodách mezi ostrovem Jan Mayen a Špicberky nacházelo 25 000 kusů. V těchto vodách kromě Holanďanů lovili Dánové a velrybáři z hansovního města Hamburk, později dominovali Britové, a konečně v 19. století se velrybářským národem stali Norové.
V období 1615–1820 se okolí ostrova Jan Mayen, Špicberky, okolí Medvědího ostrova a Grónska stalo největším lovištěm velryb na světě. Počátkem 20. století byly stavy velryb tak nízké, že se jejich komerční lov vyplatil již jen v okolí souostroví Špicberky. V roce 1903 uskutečnil Christen Christensen do vod jeho okolí výpravu na plejtváky obrovské, ale do roku 1912 se jejich stavy snížily natolik, že se komerční lov již dále nevyplatil.
S rozvojem techniky se počet velrybářů snižoval, ale počet ulovených velryb zůstal stejný nebo se zvyšoval. Za 40 let mezi lety 1864 až 1904 ulovili jen norští velrybáři 40 000 velryb. V první řadě se jednalo o plejtvákovité, lovili se především kvůli tuku. Norové, později i Švédové – především Svend Foyn – vyvinuli metody lovu velryb, které se později staly standardem pro moderní velrybářství a velmi vážně ohrozily stavy velryb. Dělo pro vystřelování harpun s explozívní hlavicí mělo světovou premiéru v Norském moři, stejně jako loď pro průmyslové zpracování ryb, nádrž na olej, která nahradila jednotlivé sudy, i vaření velrybího tuku v tlakovém hrnci na palubě lodi.

### Rybářská turistika
Norské moře je pro rybáře velmi lákavým místem. Skýtá řadu výhod jako je např. "nepřetržité" světlo v letních měsících, které umožňuje dlouhé chvíle na rybách nebo velmi snadný a srozumitelný rybářský řád. Při rybaření na moři v Norsku nepotřebují rybáři žádné povolenky jako je tomu v České republice. U rybaření na řece a jezerech je již tomu jinak. Je potřeba si zakoupit rybářský lístek, který stojí 240 NOK a dá se pořídit na poště, v bankách nebo na benzínkách.
Mezi oblíbené rybářské oblasti patří Jezera Randsfjorden a Stora Lee, Hedmark, Lierne, Lofoty, Soroya nebo Langesund.

### Kraken a malstróm

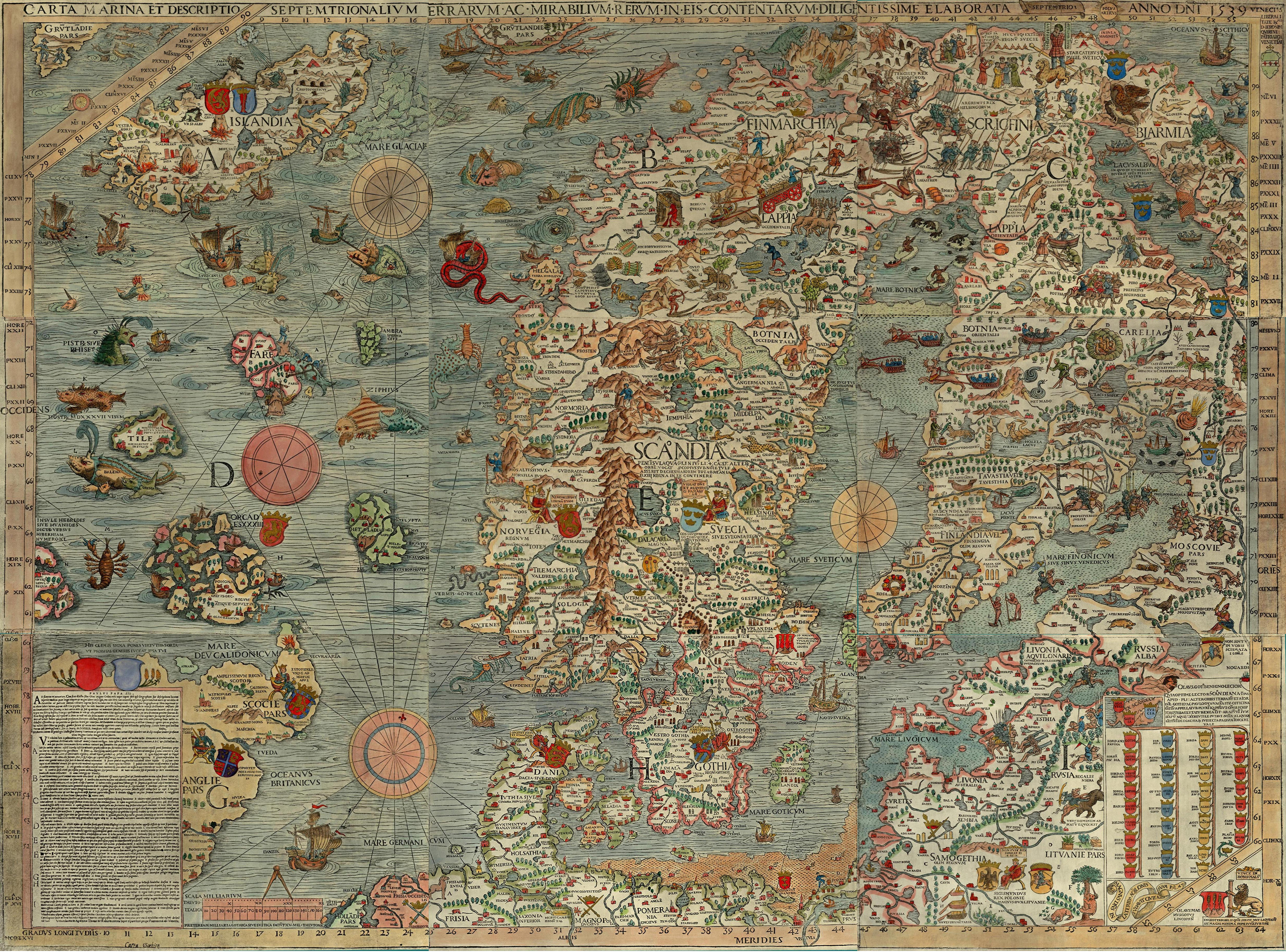
Kraken a jiné obludy Norského moře na mapě z roku 1539

Norské moře leželo po mnoho staletí na okraji známého světa. Bylo proto obestřeno legendami. V moři se má zdržovat obří hlavonožec kraken a potápět celé lodě. Ještě Encyclopaedia Metropolitana z roku 1845 v několikastránkovém příspěvku od Erika Pontoppidana píše o největší obludě, jež se vyskytuje v moři. Popis zní: „Obluda má průměr několika anglických mil, má rohy a může loď bez jakékoliv námahy stáhnout do mořských hlubin.“ Legenda má pravděpodobně původ v historickém díle Olause Magnuse Historia de gentibus septentrionalibus z roku 1539, kde je popis krakena a strašlivého mořského hada, jakož i obřího víru malstrómu.
Mezi Lofotskými ostrovy Moskenesøy a Værøy se objevuje silný mořský vír moskenstraumen, který do evropských dějin vešel jako malstróm a dal jméno celému druhu vírů. Byl jmenován již v Eddě a stával se motivem pro malíře a básníky od Edgara Allana Poea až po moderní autory komiksů. Ve Dvaceti tisících mílích pod mořem o malstrómu napsal Jules Verne:
| „             | „Malstróm! Malstróm!“ vykřikl Kanaďan. Malstróm! Mohlo do našich uší zaznít ve strašnější situaci strašnější slovo? Nacházeli jsme se tedy v oněch nebezpečných vodách při norských březích? Bude Nautilus stržen do oné propasti právě ve chvíli, kdy se člun od něho oddělí? Je známo, že za přílivu proudí voda mezi Faerskými ostrovy a Lofotami pod nesmírným tlakem velmi prudce. Tvoří tam obrovský vír, z něhož se žádná loď nedostane. Ze všech stran obzoru se tam ženou obrovské vlny: Vytvářejí onu vířnou propast, správně nazývanou „pupkem oceánu“, jejíž přitažlivá síla se projevuje v okruhu patnácti kilometrů. A tam mířil také Nautilus, vedený v ta místa svým kapitánem snad bezděčně, snad úmyslně. Opisoval spirálu, jejíž průměr se stále zmenšoval. A s lodí byl závratnou rychlostí unášen i člun zavěšený stále při jejím boku. Pocítil jsem bolestnou závrať, kterou způsobuje příliš dlouhé otáčení. Zmocnila se nás hrůza, vrcholný děs, při němž nám přestala obíhat krev v těle a zastavila se nervová činnost. Pokryl nás ledový pot jako při smrtelném zápase! A jaký to rachot kolem našeho křehkého člunu! Jaké sténání, nesené ozvěnou do vzdálenosti mnoha kilometrů! Jaký to rachot vod, tříštěných o skaliska, na nichž se rozbíjejí i nejtvrdší hmoty a na nichž se kmeny tříští podle norského výrazu v „kožešinovou plst“! | “ |
| — Jules Verne | |   |

I když je uvedený románový popis značnou nadsázkou, malstróm u Lofotských ostrovů skutečně vzniká díky specifickým vlastnostem přílivu a odlivu a zvláštní topografii mořského dna. Je jedním z největších mořských vírů svého druhu. Na rozdíl od ostatních vírů nevzniká v průlivu či zátoce, ale na otevřeném moři. Má průměr 40 až 50 metrů a může ohrozit malé rybářské lodě, které na přelomu středověku a novověku vyplouvaly na moře. Vír přitahuje malá mořská zvířata, za nimiž se stahují tresky, které se jimi živí, za nimi zas k malstrómu připlouvají rybářské lodě.
Malstróm se stal slavným i díky stejnojmenné básni Alfreda Tennysona, hraje roli v Bílé velrybě Hermana Melvilla a je po něm pojmenována horská dráha v Disneyparku.

### Objevitelé a oceánografové

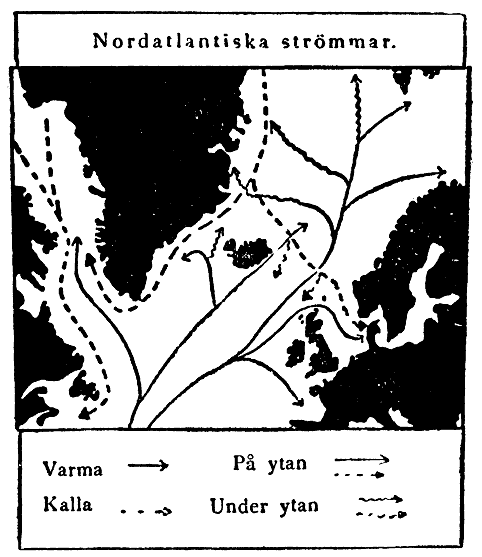
Henrik Mohn vyvinul v pozdním 19. století první dynamický model mořských proudů oceánů. Zde mapa mořských proudů z roku 1904 zobrazující povrchové i hlubinné mořské proudy

Na ryby bohaté pobřeží severního Norska bylo osídlené již dříve, než vznikly první písemné prameny. Obyvatelé pobřeží byli dobří námořníci a za časů Vikingů osídlili Island a Grónsko a využívali trasy ležící západně od Norského moře při svých plavbách Atlantikem. Osady na Islandu a v Grónsku ležely převážně na teplejším západním pobřeží ostrovů. První spolehlivější mapa severní Evropy Carta marina z roku 1539 zobrazuje Norské moře jen jako pobřeží a nezobrazuje nic severně od Nordkappu. Norské moře mimo pobřeží se na mapy dostalo v 17. století: v první řadě jako část tedy hledané severovýchodní pasáže, dále jako bohaté loviště velryb.
Jan Mayen byl objeven roku 1607 a v následujících desetiletích se z něj stala důležitá základna
holandských velrybářů. Holanďan Willem Barents objevil Špicberky a Medvědí ostrov. Špicberky byly po staletí základnou ruských lovců mrožů. Ostrovy na okraji Norského moře byly rychle rozděleny mezi sféry vlivu pobřežních států. V době vrcholícího lovu velryb bylo v okolí souostroví Špicberky 300 rybářských lodí ročně s dvanáctitisícovou posádkou, z nichž se v přístavech vždy nacházela současně velmi jen malá část lodí. Později přibyli k velrybářům námořníci hledající severovýchodní a severozápadní pasáž a polární expedice. První měření hloubky Norského moře uskutečnil v roce 1773 Constatine Phips na palubě lodi HMS Racehorse během své polární expedice a naměřil hloubku 683 fathomů (1249 metrů).
V pozdním 19. století začal v Norském moři oceánografický průzkum. Pokles stavů tresek a sleďů u lofotského pobřeží donutil norskou vládu vyslat expedice s měřícími přístroji. Zoolog Georg Ossian Sars a meteorolog Henrik Mohn přesvědčili norské ministerstvo vnitřních věcí v roce 1874, že neexistují poznatky o Norském moři mimo norské pobřeží a že poznatky musí být získány; příkladem jim byl Angličan Charles Wyville Thomson. Léta roků 1876 až 1878 strávili na lodi Vøringen v prostoru Norského moře.
Výsledky expedic shrnul Mohn v publikaci Proudy Norského moře, kde poprvé představil dynamický model mořských proudů, do kterých zahrnul vítr, rozdíly tlaku vzduchu, teplotu moře a salinitu. Poprvé tak byla zveřejněna podložená zpráva o proudech v Norském moři.

### Lodní doprava

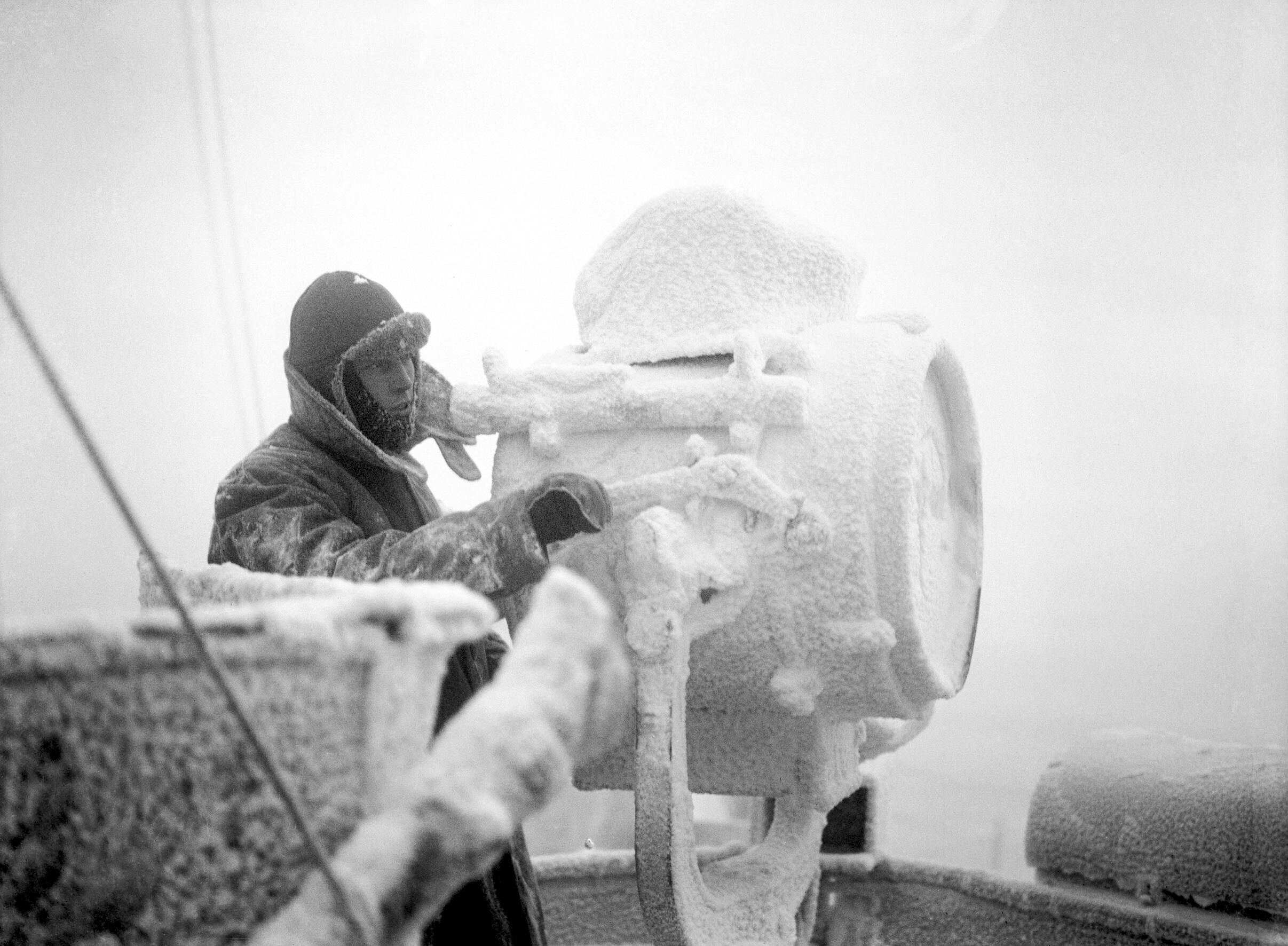
HMS Sheffield při zimním konvoji přes Norské moře v roce 1941

Pobřeží Norského moře je řídce osídlené, pobřeží Severního ledového oceánu a jeho okrajová moře neměla až do 20. století prakticky žádné osídlení. Lodní doprava existovala po mnoho staletí jen pro rybářství či velrybářství nebo spojovala místa při pobřeží. Moře bylo nejdůležitější norskou spojnicí míst na pobřeží, lodní doprava však byla velice řídká. Na trasách podél pobřeží existuje již od konce 19. století lodní spojení mezi hustě zalidněným jižním Norskem a pobřežím severního Norska, kde vykonává přepravu osob a zboží minimálně jedna loď denně. Na významu nabyla lodní trasa Norským mořem vybudováním ruského, případně sovětského vojenského námořnictva v Barentsově moři i pro lepší spojení tamějších přístavů se světem. Cesta Norským mořem je mnohem hůře kontrolovatelná ostatními námořními mocnostmi než ostatní námořní spojení Ruska či Sovětského svazu k Atlantiku (Severní moře – Skagerrak – Kattegat – Baltské moře nebo Gibraltar – Středozemní moře – Bospor – Černé moře).
Norské moře tvoří přímé spojení ruských přístavů (Murmansk, Archangelsk a Kandalakša) se severním Atlantikem, které nikdy nezamrzá. Toto nabylo na významu ve 20. století, kdy přístavy v Baltském a Černém moři byly odříznuty od zbytku Ruska a cesty mimo Rusko neexistovaly. Vojensky důležité se staly za 2. světové války, kdy konvoje z USA využívaly toto spojení. Z USA vyplulo 811 lodí, z toho 720 doplulo do ruských přístavů. Hmotnost zboží byla 4 milióny tun, bylo dodáno 5000 tanků a 7000 letadel. Spojenci ztratili v při konvojích 18 válečných a 89 obchodních lodí, německé námořnictvo ztratilo bitevní křižník Scharnhorst, tři křižníky, 38 ponorek a mnoho letadel.
V létě pluly konvoje Grónským mořem, v zimě je donutilo zalednění plout blíže k norskému pobřeží. Nejdůležitější boje německého námořnictva proti těmto konvojům, především operace Rosselsprung v červnu 1942, bitva v Barentsově moři v prosinci 1942 a námořní bitva u Nordkappu v prosinci 1943, se uskutečnily na hranicích Barentsova a Norského moře a poblíž Nordkappu.
Na počátku studené války byly vztahy mezi státy východního a západního bloku na bodu mrazu, pozornost světa byla upřena především na střední Evropu. Norsko, především jeho východní část, se stalo prostorem pro špionážní a kontrolní akce.
Když Sovětský svaz začal v šedesátých a sedmdesátých letech dvacátého století budovat Severní flotu, která se stala největší ze čtyř sovětských flot, začalo Norské moře hrát důležitější strategickou roli. V Norském moři se nepřetržitě zdržovaly velké floty Sovětského svazu a NATO, ve strategickém plánování obou bloků hrálo Norské moře důležitou roli. Velké námořní manévry Severní a Baltské floty daly Norskému moři u části armády pojmenování Mare soveticum. Jednak tudy vedla cesta sovětských lodí do Atlantiku a tím směrem k USA, dále měla značná část sovětské floty základnu v Murmansku, kousek za hranicemi Norského moře. Aby Sovětský svaz mohl chránit svoji flotu, bylo nutné, aby byl schopen bránit Norské moře.
V padesátých letech NATO plánovalo útok na Murmansk a zničení sovětských ponorek, v dalších desetiletích byla strategie opatrnější. Hlavní důraz se kladl na prostor mezi Velkou Británií a Islandem, dále mezi Islandem a Grónskem. V 80. letech 20. století bylo Norské moře na přední linii obrany, bylo v něm přítomno mnoho vojenských lodí a mělo být východiskem k útoku na sovětské přístavy v Barentsově moři. I v době uvolňování napětí mezi bloky bylo Norské moře svědkem mnoha „her na kočku a myš“ mezi sovětskými letadly a letadly NATO, mezi loděmi a především mezi ponorkami obou námořních mocností.

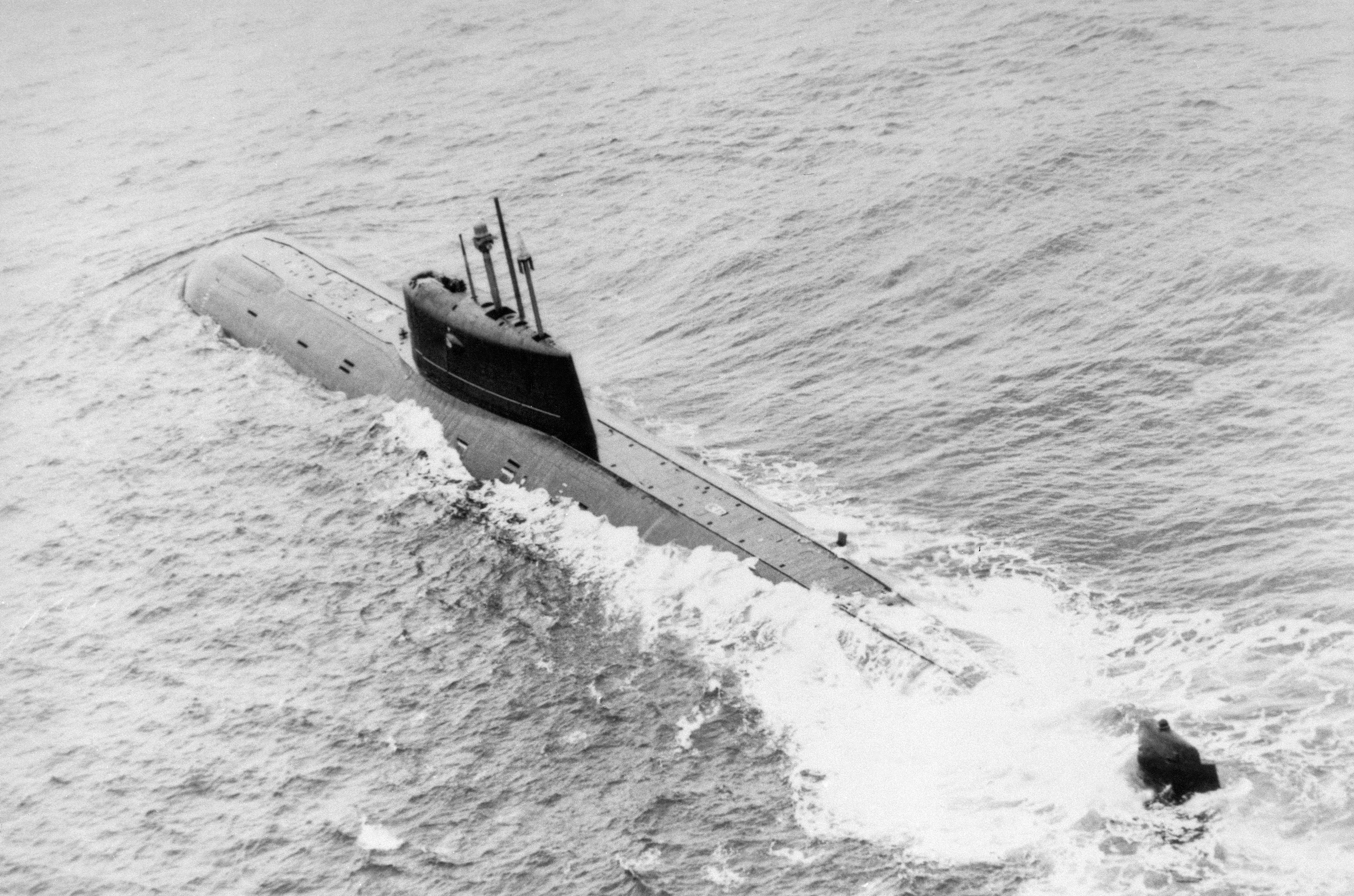
Sovětská jaderná ponorka K-278 Komsomolec v roce 1986

Pozůstatkem studené války v Norském moři je jaderná ponorka K-278 Komsomolec, která se potopila v roce 1989 180 km jihozápadně od Medvědího ostrova. Do okolí unikla z vraku radioaktivita, což by mohlo způsobit značné škody na životním prostředí Norského moře.
Norské moře je součástí severovýchodní pasáže ze středoevropských přístavů do Asie. Lodní cesta mezi Evropou a Asií (Rotterdam – Tokio) přes Suezský průplav měří 21 100 km, cesta severovýchodní pasáží 14 100 km je tedy zřetelně kratší. Severovýchodní a severozápadní pasáž byly v roce 2008 poprvé současně bez ledu.
V budoucnosti bude pravděpodobně Rusko těžit ropu a zemní plyn v pobřežních vodách Severního ledového oceánu a část ropy přepravovat do Evropy a Ameriky tankery. V roce 2002 proplulo Norským mořem 166 ruských tankerů, v roce 2015 jich má být 615 a mají mít třikrát větší objem.

### Zemní plyn

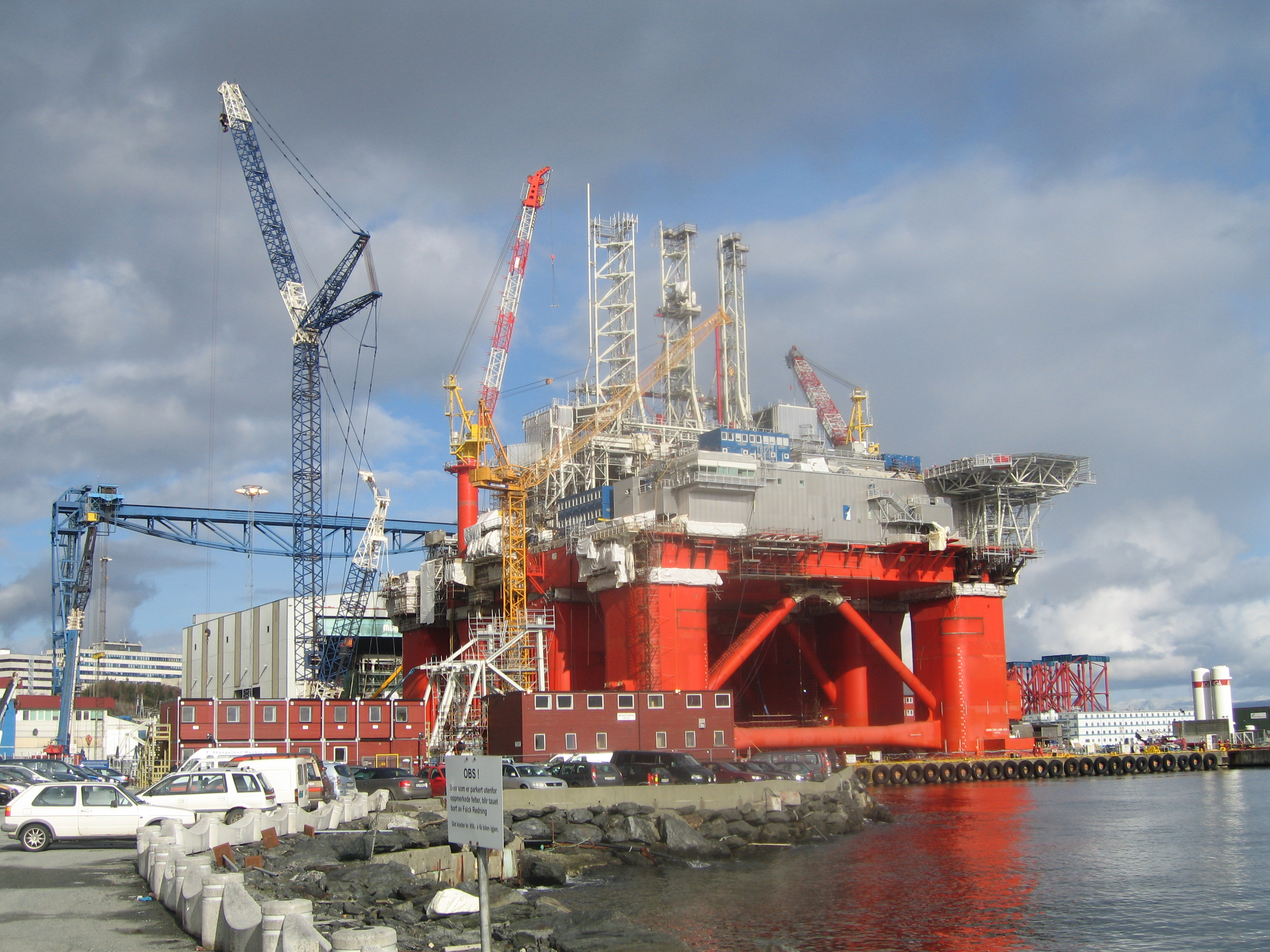
Aker Spitzbergen, vrtná soustava pro Norské moře

Nejdůležitějším produktem Norského moře nejsou v současné době ryby, ale ropa a především zemní plyn. Naleziště v Norském moři nejsou dosud zcela prozkoumána a otevřena, jsou považována za velice vydatná a mohla by produkovat zemní plyn po několik desetiletí. Protože Norsko má ze Severního moře bohaté zkušenosti s těžbou ropy a zemního plynu i s jejich úpravou, nebyly žádné politické problémy, když bylo v roce 1993 v Norském moři otevřeno první ropné pole. V roce 2001 následovalo otevření naleziště zemního plynu Huldra na hranicích se Severním mořem, jednoho z největších těžních zařízení v Norském moři.
Těžba zemního plynu v Norském moři naráží na technické problémy, především na špatné počasí a mnohem větší hloubku moře než v Severním moři. Těžba plynu do hloubky 500 metrů je dobře prozkoumána, vrty ve větší hloubce jsou teprve v počáteční fázi. Vrty v hloubkách více než půl kilometru se uskutečňují teprve od roku 1995, komerčně se využívá jen málo polí zemního plynu z velkých hloubek moře. Nejdůležitějším ložiskem zemního plynu je v současné době Ormen Lange, v provozu je od roku 2007. Dle odhadů obsahuje 1,4×10¹³ kubických stop zemního plynu. Po nalezišti Troll by se mohlo stát nejdůležitějším norským polem zemního plynu. Je plynovodem Lengeled, v současnosti nejdelším podmořským plynovodem na světě, napojeno na naleziště Sleipnir v Severním moři, a tím na plynovody do přímořských států Severního moře. Další naleziště zemního plynu jsou v přípravné fázi. Zvláštní výzvu představuje pole Kristin, ve kterém je tlak plynu prakticky stejný jako tlak, při kterém se tříští okolní horniny, což vede ke zpožďování zahájení těžby a k technickým problémům.